# Neverdorf
Neverdorf ist ein Ortsteil der Gemeinde Much im Rhein-Sieg-Kreis.

## Lage
Neverdorf liegt auf den Hängen des Bergischen Landes. Nachbarorte sind Schommelsnaaf im Norden, Gerlinghausen im Osten, Eckhausen im Süden sowie Strünkerhof im Westen. Neverdorf ist über die Landesstraße 360 erreichbar.

## Geschichte
Neverdorf wurde 1535 erstmals urkundlich in den Schöffenprotokollen erwähnt.
1830 wohnten hier 26 Menschen.
1901 hatte der Weiler 55 Einwohner. Verzeichnet waren die Haushalte Joh. Gerhard Bielenberg, Joh. Peter Bielenberg, Christian Joh. Höffgen, Christian Hoffstadt, Joh. Kraus, Wilhelm Kraus und Joh. Link. Alle waren Ackerer von Beruf.
2017 wurde eine zur Ehren der Gottesmutter errichtete Marienkapelle eingeweiht.

## Dorfleben
Es gibt einen Dorfmaibaum und ein herbstliches Reibekuchenfest.